# Oswald (Band)
Oswald ist ein vierköpfiges Berliner Kreativ-Kollektiv, das Pop, House und Techno mit deutschen Texten zu einem elektronischen Sound verschmelzen lässt.Ihre Musik kombiniert melodischen Techno mit Indie-Pop-Melancholie.

## Geschichte
Oswald traten erstmals 2024 öffentlich in Erscheinung.

## Mitglieder
Der Produzent und DJ Natæon gehört zu den prominentesten Mitgliedern. Er hat bereits einen Vertrag bei Sony Music Entertainment und veröffentlicht eigene englischsprachige Singles. Drei weitere Musiker agieren bewusst anonym und tragen so zum Mysterium um Oswald bei.

## Diskografie

### Singles und EPs
- „nachts wach“ - Debütsingle (2024)
- „mitternacht“ (2024)
- „unendlichkeit“ (2025)
- „ethernal life“ - mit Robin Schulz (2025)
- „lös mich auf“ (2025)
- „wie es war“ (2025)